# BMP-2 (voertuig)
De BMP-2 is een amfibisch infanteriegevechtsvoertuig dat ontwikkeld en geproduceerd werd door de Sovjet-Unie. De BMP-2 is een doorontwikkeling van van de BMP-1.
De BMP-2 wordt tot op de dag van vandaag wereldwijd gebruikt, o.a. in de Russische Federatie, Polen, Oekraïne en andere landen van het voormalige Warschaupact.

## Ontwikkelingsgeschiedenis
In 1966 werd het eerste infanteriegevechtsvoertuig ter wereld ontwikkeld, de BMP-1. Zowel het ontwerp van de BMP-1 als het algemene concept van het infanteriegevechtsvoertuig bleek revolutionair. De BMP-1 had echter wel haar nadelen:
- Het 2A28 73 mm Grom lagesnelheidskanon bleek weliswaar goed te presteren tegen licht tot middelzwaar gepantserde voertuigen, maar was allesbehalve nauwkeurig op afstanden boven de 500 meter, hetgeen de maximale gevechtsafstanden van de BMP-1 ernstig beperkte.[2]
- De 9M14 Maltjoeka draadgeleide antitankraket was erg lastig te geleiden, zeker vanuit de krappe koepel: de schutter moest niet alleen het doel in het vizier houden, maar moest ook de raket besturen met behulp van een soort joystick. Dit vereiste veel training, en was lastig onder stress. Verder moest de schutter de vinnen van de raket met een stokje uitklappen. Het gat waar dit stokje doorheen ging, was een zwak punt in de NBC- bescherming.
- De koepel in het algemeen was te klein: de commandant moest links voorin zitten, waardoor zijn zicht beperkt was. Tevens kon hij zo niet goed het bevel over de hoofdbewapening voeren.[3]
- De bewapening in het algemeen was niet erg effectief tegen infanterie: het enige snel vurende wapen was het machinegeweer. Verder was de elevatie onvoldoende om hoog gelegen doelwitten te kunnen aanvallen. Dit bleek een serieus probleem in de Afghaanse Oorlog (1979-1989), waar men niet zelden vanaf een hoger gelegen punt onder vuur werd genomen.
- Het zij- en dakpantser bleek zeer kwetsbaar voor zwaar machinegeweervuur(12,7 x 108 mm, 0,50 CAL en 14,5 mm x 114 mm).[4]

Daarom begon men in 1972 met de ontwikkeling. Als tussenoplossing werden de BMP-1's verbeterd tot de BMP-1P, die voorzien werd van een betere antitankraket, de 9M111 Fagot, alsmede rookgranaatwerpers op de koepel.
Productie begon in 1980, en de BMP-2 werd in 1982 voor het eerst openbaar getoond. In Tsjechoslowakije en India wordt de BMP-2 in licentie geproduceerd, en een vergelijkbaar voertuig, de BMP-30, wordt tot nu in Bulgarije geproduceerd. Tevens werden er grote aantallen geëxporteerd(zie: gebruikers).

## Beschrijving
De BMP-2 is een duidelijke aanpassing van de BMP-1: de romp en ophanging zijn grotendeels hetzelfde gebleven. De motor is een verbeterde versie van de oorspronkelijke UTD-20. Doordat de massa laag is gehouden, is de BMP-2 nog steeds amfibisch, gebruikmakend van de rupsbanden, haalt het een snelheid van 7 km/h in het water.

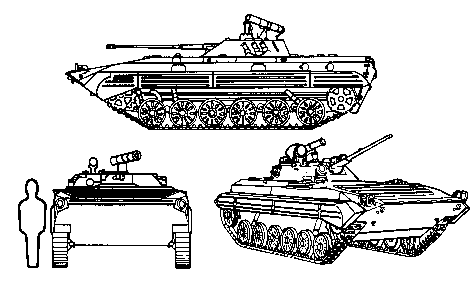
Schematische tekeningen van de BMP-2.

De koepelring is vergroot, waardoor de koepel nu groot genoeg is voor twee man(de commandant zit achter de schutter). Normaal gesproken stapt de commandant samen met de infanteriegroep van zeven man uit.
De hoofdbewapening bestaat uit het 2A42 30 mm snelvuurkanon. Door het kaliber, in combinatie met de hoge vuursnelheid en een elevatie van ten minste 75°, is de BMP-2 in staat om helikopters uit te schakelen, alsmede andere licht gepantserde doelwitten die zich hoger dan het voertuig zelf bevinden. Het maakt gebruik van APDS-T pantserdoorborende granaten, alsmede HEI en HEI-T brisantgranaten.
De twee schietpoorten per zijde stellen de inzittenden tot op zekere mate in staat om van binnenuit te vuren.
De oorspronkelijke raket is vervangen door de 9M113 Konkurs draadgeleide antitankraket. De BMP-2 is ook compatibel met de 9M111 Fagot (beide wapens gebruiken hetzelfde kaliber en geleidingssysteem). In tegenstelling tot de 9M14, vereist deze raket geen apart besturingssysteem. Om de raket te geleiden hoeft men slechts het vizier op het doelwit te houden, hetgeen aanzienlijk eenvoudiger is. Deze raket heeft een doorslagvermogen van 800 mm, evenveel als de 9M14. In tegenstelling tot de 9M14, maakt de Konkurs echter gebruik van een tandemgevechtskop, waardoor deze raket aanzienlijk effectiever is tegen explosief reactief pantser: de eerste lading laat de ERA afgaan, zodat de 2e lading zijn werk kan doen.
De bepantsering is enigszins verbeterd, met een paar extra pantserplaten aan de zijkant, waardoor het voertuig nog beschermd is tegen 12,7 mm zwaar machinegeweervuur. Het is voorzien van zes rookgranaatwerpers op de koepel.
De passagiersruimte is groot genoeg voor 7 man (plus de commandant), 1 minder dan de BMP-1. Dit komt doordat de gevechtsruimte nu meer ruimte inneemt.

## Varianten

### Sovjet-Unie en Rusland
- BMP-2 obr. 1980 – Oorspronkelijk productiemodel.[8]
  - BMP-2 obr. 1984 – Verbeterde variant met "kovriki" pantser aan de voorkant van de koepel
    - BMP-2 obr. 1986 – Late productievariant met het nieuwe BPK-2-42 vizier in plaats van het BPK-1-42 vizier.

## Gebruikers

### Huidige gebruikers
- Afghanistan
- Algerije
- Angola
- Armenië
- Azerbeidzjan
- Finland
- Georgië
- India
- Indonesië
- Iran
- Ivoorkust
- Jemen
- Jordanië
- Kazachstan
- Koeweit
- Kirgizië
- Noord-Macedonië
- Oeganda
- Oekraïne
- Oezbekistan
- Polen
- Rusland
- Sierra Leone
- Slowakije
- Soedan
- Sri Lanka
- Syrië
- Togo
- Transnistrië
- Tsjechië
- Turkmenistan
- Verenigde Staten
- Vietnam
- Wit-Rusland

### Voormalig gebruikers
- Voormalig Oost-Duitse BMP-2 Duitsland: 24, geërfd van het Oost-Duitse leger, allemaal verkocht aan andere landen of gedoneerd aan musea.

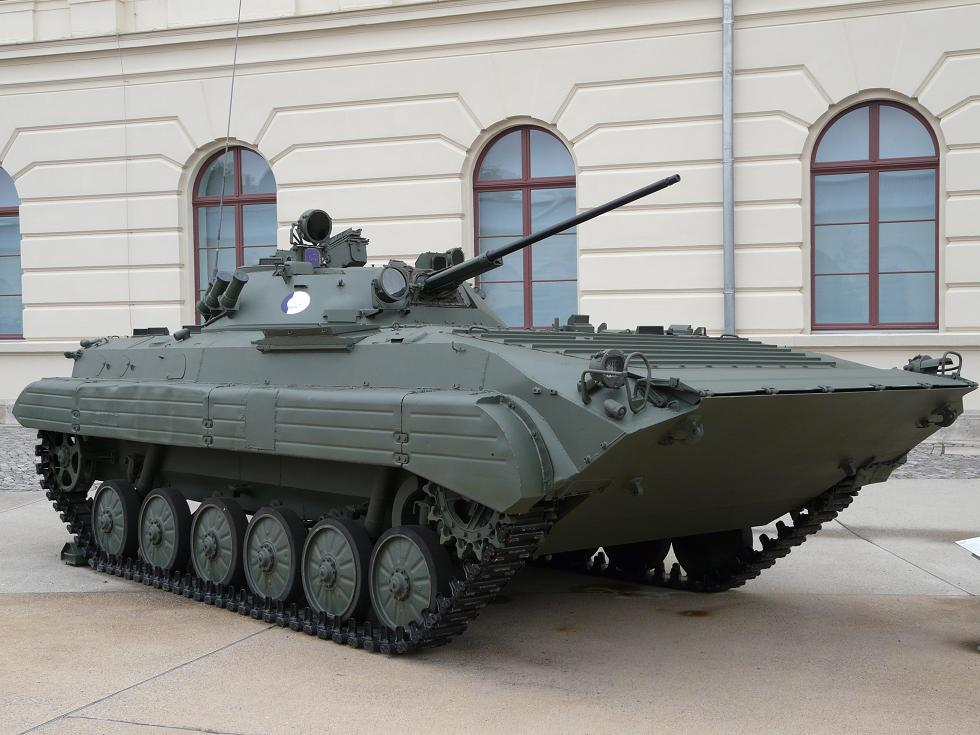
Voormalig Oost-Duitse BMP-2

- Duitse Democratische Republiek: 24 besteld in 1985, geleverd tussen 1986 en 1987 (de voertuigen zijn vermoedelijk in Tsjecho-Slowakije geproduceerd).[9] Overgedragen aan de Bondsrepubliek Duitsland.
- Irak: 200 voertuigen besteld in 1986 en geleverd tussen 1987 en 1989 (een deel van de voertuigen is in Tsjecho-Slowakije geproduceerd).[9] 900 BMP-1 en BMP-2 gevechtsvoertuigen in gebruik in 1990.[10] Mogelijk een aantal buitgemaakt op Koeweit tijdens de golfoorlog. Alle voertuigen zijn in gevecht vernietigd of gesloopt.
- Polen: 62 BMP-2 en BMP-2D (allen aangeduid als BWP-2) besteld in 1988 en geleverd in 1989. Verkocht aan Angola en geleverd tussen 1994 en 1995.[9]
- Sovjet-Unie: 24.000 BMP-1 en BMP-2 voertuigen in gebruik in 1985[11], overgedragen aan opvolgende staten.
- Tsjecho-Slowakije: 279 voertuigen onder de aanduiding BVP-2 besteld in 1978 en geproduceerd tussen 1983 en 1989.[9] Overgedragen aan opvolgende staten.